# Paulo Sérgio Oliveira da Silva
Paulo Sérgio (Serginho) de Oliveira Silva (19 oktober 1974 – 27 oktober 2004) was een Braziliaanse profvoetballer.
Serginho werd geboren in Vitória, Espírito Santo.
In de tweede helft van het competitieduel tussen zijn ploeg Sao Caetano en São Paulo zakte de verdediger plotseling ineen en bleef liggen. De wedstrijd werd gestaakt.
Serginho werd gereanimeerd en naar het ziekenhuis gebracht. Hoewel artsen in eerste instantie over de toestand van de voetballer zwegen, bleek hij te zijn overleden aan een hartstilstand.